# تشريفة (تعذيب)
يُعدُّ ممرّ الضرب أو التشريفة (بالإنجليزية: Welcome parade)‏ شكلاً من أشكال الاعتوار يُستخدم لتعذيب السجناء الجدد في بعض البلدان، بما في ذلك بولندا في القرن 20 أثناء جمهورية بولندا الشعبية (الفترة الشيوعية)، ومصر وبيلاروسيا في القرن 21.

## القرن 20

### بولندا
في بولندا في ظل النظام الشيوعي (1946-1989)، كان تعذيب التشريفة يُسمى "مسار الصحة" (بالبولندية: ścieżka zdrowia)‏ وتم تطبيقه على نطاق واسع من قبل الشرطة (الشرطة الشعبية)، وشرطة مكافحة الشغب (ZOMO) وقوات الأمن الداخلي/الشرطة السياسية (Służba Bezpieczeństwa)، خاصة ضد المتظاهرين السياسيين والناشطين المناهضين للشيوعية.

### البرازيل
في البرازيل، أطلق على التشريفة اسم (corredor polonês) (الممر البولندي) في إشارة إلى التقليد البولندي.

## القرن 21

### مصر
خلال أواخر القرن العشرين وأوائل القرن الحادي والعشرين، كان التعذيب شائعًا في أقسام الشرطة المصرية، حيث سجلت المنظمة المصرية لحقوق الإنسان 701 حادثة تعذيب بين عامي 1985 و2011، من بينها 204 سجينًا ماتوا بسبب التعذيب وسوء المعاملة.

#### الطريقة
في النسخة المصرية، يتشكل رجال الشرطة في صفين. يزحف السجين الجديد على الأرض أو يُجبر على المشي منحنيًا بين صفين من رجال الشرطة. ثم يقوم رجال الشرطة بركل وضرب وإهانة السجين الجديد الذي يمشي بين الصفين.
بعد اعتقال المدون المصري ومطور البرمجيات والناشط السياسي علاء عبد الفتاح في 29 سبتمبر 2019 أثناء الاحتجاجات المصرية عام 2019، تم تعصيب عينيه واضطر إلى خلع ملابسه حتى الملابس الداخلية من أجل التشريفة. وتعرض للضرب على ظهره ورقبته، ورُكِلَ مرارا وتكرارا، وهُدّد ووُجّهت إليه إهانات لفظية خلال التشريفة التي استمرت لمدة 15 دقيقة. وقد وقع ذلك في سجن طرة.
محمد الباقر، محامي عبد الفتاح ورئيس مركز عدالة للحقوق والحريات (اعتقل هو أيضًا في 29 سبتمبر 2019)، كان معصوب العينين أثناء استقباله في سجن طرة، حيث تعرض للإهانة من قبل رجال الشرطة.

#### الدور في السجون المصرية
بحسب عبد الفتاح، فإن التشريفة تُستخدم ضد السجناء المصنفين ضمن فئة منخفضة المستوى، أي "بدون حماية". وقد روى حادثة تعرض فيها سجين من ذوي المكانة الاجتماعية العالية لتشريفة عن طريق الخطأ. وتبع الحادث "تحرك محموم" من جانب كبار المسؤولين، الذين قدموا اعتذارهم للسجين.

#### حالات الوفاة
أفاد عبد الفتاح بأن رجل مسن توفي أثناء تعرّضه لهذه الممارسة. وبحسب قوله، لم يحدث أي تغيير في إجراءات السجن بعد الوفاة.

### بيلاروسيا
في بيلاروسيا، يتم استخدام التشريفة على نطاق واسع في السجون. ويوجد مقطع فيديو من العرض العسكري الذي أقيم في 11 أغسطس 2020 خلال الاحتجاجات البيلاروسية 2020-2021 في سجن أوكريستينا في مينسك على موقع يوتيوب.